# Françoise Combes
Françoise Combes (Montpellier, Francia, 1952) es profesora en el Colegio de Francia en la Cátedra de "Galaxias y cosmología".
Tras haber trabajado en la École normale supérieure de 1975 a 1989, trabajó como astrónoma en Observatorio de París de 1989 a 2014. Al mismo tiempo, forma parte de varios consejos de instituciones y de programas científicos. Posee numerosos premios y condecoraciones honoríficas y es miembro de la Academia de las ciencias desde 2004.
Sus trabajos tratan esencialmente sobre física galáctica, es decir sobre la formación, la evolución y la composición de las galaxias. Sus investigaciones se apoyan a la vez en observaciones astronómicas y en simulaciones numéricas teóricas. Igualmente, está interesada en la Materia oscura y estudia sus diferentes modelos y alternativas.

## Biografía
Tras dos años de clases preparatorias en las grandes escuelas de Montpellier, entró en la École normale supérieure de jeunes filles cerca de París donde obtuvo un Diploma de estudios Avanzados (DEA) de física. Preparó luego una tesis doctoral de tercer ciclo en la Universidad de París VII Denis Diderot sobre los modelos de universos simétricos de materia/antimateria. En 1975, obtuvo la agregación en ciencias físicas. Se apasionó luego por la astronomía y obtuvo un doctorado de Estado en astrofísica con una tesis sobre la dinámica y la estructura de las galaxias.
En 2021, su trabajo fue reconocido con el Premio L'Oréal-UNESCO a Mujeres en Ciencia.